# بیخه فال
 ناحیه بیخهٔ فال  : میانهٔ جنوب ومغرب لار واقع شده‌است ودرازی آن از روستای کل تا چاه نو هفت فرسخ (فرسنگ) ونیم، وپهنای آن از دو فرسخ بگذرد. قصبهٔ این ناحیه اشکنان است ومشتملست بر روستاهای:
| روستاهای ناحیه بیخهٔ فال لارستان استان استان فارس ایران                                                  |  |
| --- |  |
| اشکنان\| اهل\| پاقلات\| پزوند (پس بند)\| پنگرو\| تراکمه شمال\| چاه نو\| رکن آباد\| سه تنبک\| کال\| کل\| |  |

## منبع
- اقتداری، لارستانی، احمد. (لارستان کهن)  ج۱. چاپ اول، شرکت انتشارات جهان معاصر، تهران چاپ اول، سال ۱۳۷۱ خورشیدی.